# Castelnau-Rivière-Basse
Castelnau-Rivière-Basse är en kommun i departementet Hautes-Pyrénées i regionen Occitanien i sydvästra Frankrike. Kommunen ligger i kantonen Castelnau-Rivière-Basse som tillhör arrondissementet Tarbes. År 2022 hade Castelnau-Rivière-Basse 648 invånare.

## Befolkningsutveckling
Antalet invånare i kommunen Castelnau-Rivière-Basse
| Referens: INSEE |